# Trapani Shark
El Trapani Shark es un equipo de baloncesto italiano con sede en la ciudad de Trapani, Sicilia. Compite en la Lega Basket Serie A, la primera división del baloncesto en Italia. Disputa sus partidos en el PalaIlio, con capacidad para 4.575 espectadores.

## Patrocinadores
| - 1983-86: Pasta Poiatti - 1986-88: Olio Caruso - 1989-90: Vini Racine - 1990-91: Birra Messina - 1991-92: L'altra Sicilia - 1992-96: Tonno Auriga - 1998-99: Banca del Popolo Trapani - 1999-01: Banca Popolare Sant'Angelo - 2002-03: Satin | - 2004-09: Banca Nuova - 2010-11: Shinelco - 2011-12: Gestamp Solar/Lighthouse - 2012-15: Lighthouse - 2015-16: Lighthouse/Conad - 2016-18: Lighthouse - 2018-23: 2B Control - 2023-presente: Sport Invest |

## Posiciones en Liga
| Temporada | Nivel | Liga             | Pos. | G  | P  | Playoffs                | G | P | Copa de Italia            | Ref. |
| --------- | ----- | ---------------- | ---- | -- | -- | ----------------------- | - | - | ------------------------- | ---- |
| 2004–05   | 2     | Serie A2         | 10º  | 13 | 17 |                         | – | – |                           |      |
| 2005–06   | 2     | Serie A2         | 16º  | 4  | 26 | Descenso                | – | – |                           |      |
| 2006–07   | 3     | Serie B D'Ecc.   | 3º   | 19 | 11 | Cuartos de finalPlayoff | 1 | 2 | 1ª ronda                  |      |
| 2007–08   | 3     | Serie B D'Ecc.   | 2º   | 18 | 8  | FinalistaPlayoff        | 7 | 2 | FinalistaCopa de Invierno |      |
| 2008–09   | 3     | Serie B D'Ecc.   | 5º   | 13 | 13 | Cuartos de finalPlayoff | 1 | 2 |                           |      |
| 2009–10   | 3     | Serie B D'Ecc.   | 5º   | 17 | 11 | Cuartos de finalPlayoff | 1 | 2 |                           |      |
| 2010–11   | 3     | Serie B D'Ecc.   | 1º   | 22 | 8  | AscensoPlayoff          | 6 | 5 | 2ª ronda                  |      |
| 2011–12   | 5     | Div. Nazionale C | 1º   | 30 | 0  | AscensoPlayoff          | 6 | 0 | Campeón                   |      |
| 2012–13   | 4     | Div. Nazionale B | 3º   | 23 | 7  | SemifinalistaPlayoff    | 3 | 2 |                           |      |
| 2013–14   | 2     | Div. Nazionale A | 11º  | 14 | 16 |                         | – | – |                           |      |
| 2014–15   | 2     | Serie A2         | 10º  | 11 | 15 |                         | – | – |                           |      |
| 2015–16   | 2     | Serie A2         | 7º   | 16 | 14 | Octavos de finalPlayoff | 2 | 3 |                           |      |
| 2016–17   | 2     | Serie A2         | 8º   | 15 | 15 | Octavos de finalPlayoff | 0 | 3 |                           |      |
| 2017–18   | 2     | Serie A2         | 6º   | 15 | 15 | Octavos de finalPlayoff | 1 | 3 | Cuartos de final          |      |

## Palmarés
- Subcampeón de la Serie B2 (1998-1999)
- Subcampeón de la Serie B d'Eccellenza (2002-2003, 2003-2004, 2007-2008)
- Campeón de la liga regular del Grupo B Serie A Dilettanti (2010-2011)
- Campeón de los Play-Offs Serie C Dilettanti (2011-2012)
- Campeón de Copa Italia Serie C Dilettanti (2011-2012)

## Lista Histórica de Jugadores
| - Greg Newton - Franjo Arapović - Chris Haslam - Augusto Binelli - Giuseppe Cassì - Claudio Castellazzi - Angelo Destasio - Marco Lokar - Davide Lot - Cristiano Masper - Amedeo Mazza - Mario Piazza - Luigi Ranieri - Andrea Renzi - Walter Santarossa - Mattia Soloperto - Gennaro Tessitore | - Davide Virgilio - Giampaolo Zamberlan - Roman Safronov - Wendell Alexis - T.J.Bray - Kris Clack - Tory Cavalieri - HL Coleman - Brent Darby - Christopher Evans - Michael Johnson - Reggie Johnson - Stephen Howard - Bobby Lee Hurt - Alex Legion - Robert Lowery - Chris Owens | - Kelvin Parker - John Shasky - Dale Solomon - T.J.Sorrentine - Bob Thornton - Franko Bushati - Maximiliano Reale - Jorge Rifatti - Germán Sciutto - Ariel Svoboda - Paulinho Motta - Juan Mendez - Dan Callahan - Ron Rowan - Anthony Dobbins - Steven Pratta - Eric Schmieder |

### Dorsales retirados
- Número 12:  Francesco Mannella
- Número 4:  Davide Virgilio

## Entrenadores
| - 1964-1965: desconocido - 1965-1967: Alberto Cardella - 1967-1968: desconocido - 1968-1973: Giuseppe Vento (entrenador-jugador) - 1973-1975: Franco Di Paola - 1975-1977: Leonardo Mione (11-11) - 1977-1978: Antonino Fodale (6-4) (13-5) - 1978-1979: Leonardo Mione (9-5) (3-11) - 1979-1980: Alberto Cardella (8-6) (4-10) - 1980: Rino Monaco - 1980-1982: Giuseppe Barbara - 1982: Piero Musumeci - 1982: Antonino Fodale - 1982-1984: Emilio Trivelli (42-20) (2-1) - 1984-1986: Bruno Boero (42-18) - 1986-1988: Stefano Michelini (26-34) (1-0) - 1988-1991: Gianfranco Benvenuti (54-36) (8-4) - 1991-1992: Giancarlo Sacco (10-20) (3-7) - 1992-1993: Riccardo Sales (14-16) (3-7) - 1993-1994: Giovanni Gebbia (5-10) - 1994: Giancarlo Sacco (7-8) - 1994-1995: Gianfranco Benvenuti (2-3) - 1995: Riccardo Cantone (5-11) - 1995-1996: Giuseppe Barbara (10-21) | - 1996: Giovanni Papini (0-4) - 1996: Stefano Cardella (3-7) - 1996-1997: Marco Morganti (11-11) (7-5) - 1997-1998: Paolo Mollura - 1998-2000: Giacomo Genovese (21-16) (5-3) - 2000-2001: Gianni Lambruschi (11-16) (3-2) - 2001: Marco Morganti (8-6) - 2001-2002: Gianni Montemurro (14-12) (1-2) - 2002-2003: Massimo Bernardi (19-11) (5-4) - 2003-2004: Tony Trullo (22-8) (6-4) - 2004-2005: Luca Banchi (13-17) - 2005-2006: Luigi Gresta (1-4) - 2006: Giancarlo Sacco (3-22) - 2006-2008: Gianluca Tucci (37-19) (8-4) - 2008-2009: Marco Calvani (6-6) - 2009: Marcello Perazzetti (7-7) (1-2) - 2009-2011: Giovanni Benedetto (39-19) (7-7) - 2011-2013: Flavio Priulla (53-7) (9-2) - 2013-2015: Lino Lardo (25-31) - 2015-2018: Ugo Ducarello (43-41) (2-6) - 2018-presente: Daniele Parente |

## Presidentes
- Francesco Calamia (1964-69)
- Giovanni Denaro (1969-80)
- Giovanni Crimi (1980-81)
- Vincenzo Garraffa (1981-94)
- Francesco Osvaldo Todaro (1994-97)
- Andrea Magaddino (1997-09)
- Alessandro Massinelli (2009-11)
- Pietro Basciano (2011-Actualidad)

## Pabellones
- Pabellón Dante Alighieri (1970-82)
- Pabellón Tenente Alberti (1982-86)
- Pabellón Fortunato Bellina, Marsala (1986-87)
- Pabellón Palagranata (1987-97)
- Pabellón PalaIlio (1997-Actualidad)